# Georges Nélis
Georges Nélis (Halle, 22 mei 1886 - Elsene, 2 maart 1929) was een Belgische luchtvaartpionier. Hij was de eerste Belgische militair met een militair vliegbrevet. Tevens was hij oprichter en directeur van zowel Sabena, SNETA en SABCA en wordt daarom gezien als de "vader van de Belgische luchtvaart".

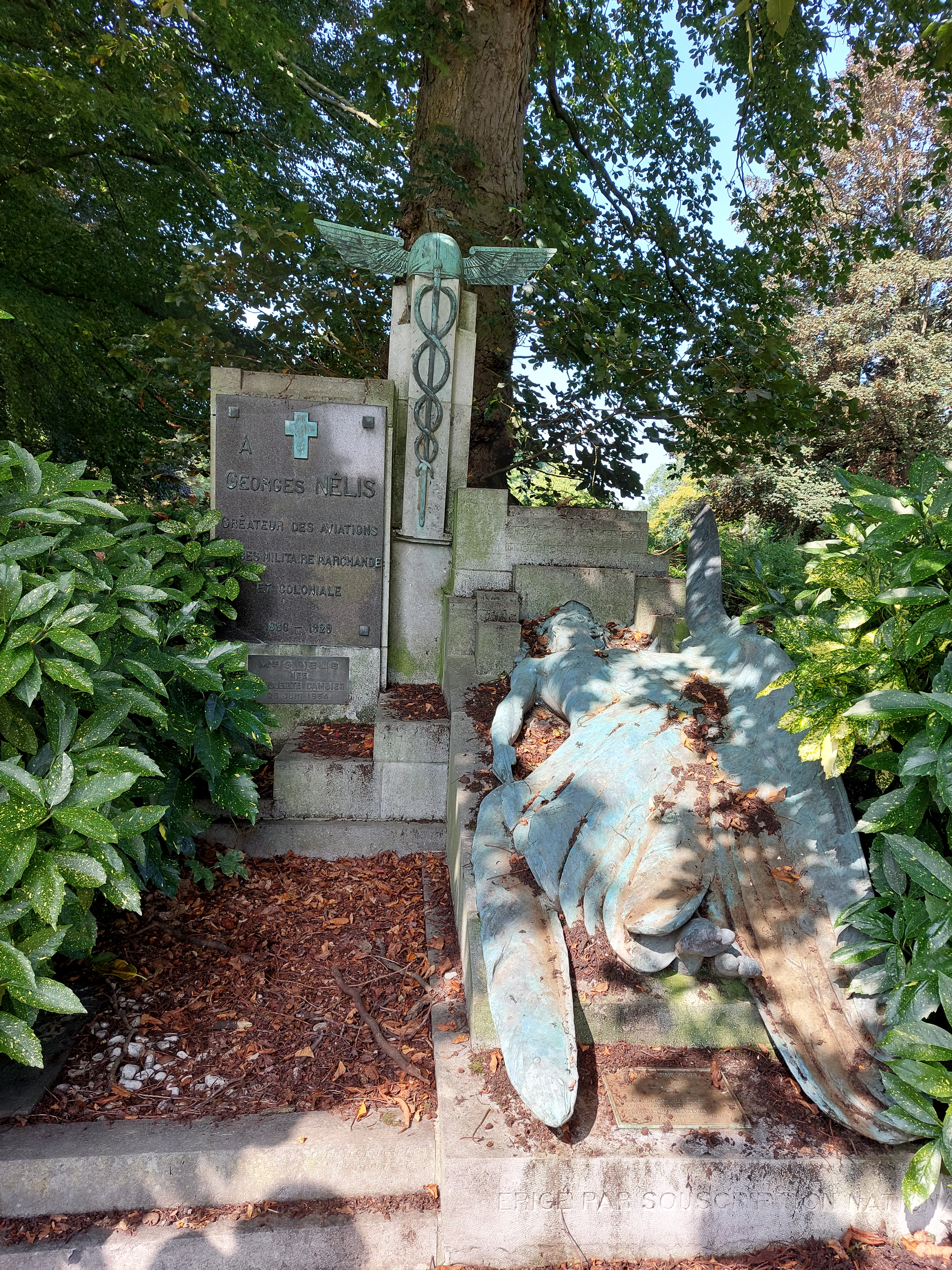
Graf van Georges Nélis op de begraafplaats van Brussel

## Voor de Eerste Wereldoorlog
Georges Nélis koos na zijn lagere school voor een militaire carrière. Tijdens de opleiding aan de militaire academy in 1904 wordt hij opgemerkt door Generaal Gerard Leman om zijn wetenschappelijke en wiskundig inzicht. Hij komt onder de hoede te staan van Leman, en raakt geïnteresseerd in de opkomende luchtvaart. Hij is de enige officier die aan de oproep gehoor geeft om als piloot opgeleid te worden bij de Genie.
Op 3 oktober 1910 wordt hij gepromoveerd tot 1e kandidaat aviateur. Hoewel ronduit sceptisch beveelt Generaal Joseph Hellebaut de "Compagnie des Ouvriers et d'Aérostiers du Génie" tot het opzetten van een vliegschool en geeft deze opdracht tot de aanschaf van een vliegtuig. Het vliegtuig - een Farman HF3 - wordt aangeschaft in Frankrijk waar Nélis wordt onderricht in de werking van het toestel en de motor. Eenmaal terug in België behaalt hij op 21 december 1910 zijn brevet bij de vliegschool van Jules de Laminne. Hij wordt hierdoor de eerste Belgische militair met een militair brevet.
Begin 1911 wordt in Brasschaat het eerste militaire vliegveld van België opgericht. Dit komt onder leiding te staan van Commandant Emile Mathieu. Nélis verzorgt de administratie, de theorielessen en de toezicht op de vliegopleiding, die wordt verzorgd door Pierre Lebon. In deze tijd maakt Nélis de eerste verkenningsvlucht en samen met Lebon de eerste luchtfoto's boven België én doen ze mee met de manoeuvres van 1911. Rond 1912 wordt Nélis aangesteld als hoofd-technicus van de vliegschool. In deze functie experimenteert hij met het aanbrengen van een Lewis-machinegeweer op een Farman. Hij is hiermee de eerste op het Europese vasteland.
Als op 16 april 1913 de Belgische Luchtmacht - Compagnie des Aviateurs - opgericht wordt is Nélis inmiddels commandant van de vliegschool te Brasschaat. In deze functie laat Nélis van zich horen als een man met een visie. Hij pleit voor meer escadrilles, uitgerust met meer vliegtuigen, dan dat er bij de oprichting was afgesproken. In een artikel schrijft hij dat de Belgische luchtmacht op de huidige sterkte geen weerstand kan bieden aan zijn Engelse, Franse of Duitse equivalent.

## Tijdens de Eerste Wereldoorlog
Bij aanvang van de Eerste Wereldoorlog wordt Nélis aangesteld als commandant van de Technische dienst en verantwoordelijk voor het onderhoud van de vliegtuigen. Het onderhoud werd verzorgd door het Antwerpse bedrijf Bollekens, die ook het merendeel van de vliegtuigen leverde voor de luchtmacht. In september 1914 moeten Nélis en Bollekens zich terugtrekken binnen de stellingen van Antwerpen. Een maand later werden beiden geëvacueerd naar Frankrijk, waar ze te Calais-Beaumarais het werk voortzetten. Hier trouwt hij op 27 juli 1915 met Margueritte Cambier, zij krijgen twee dochters. De Technische dienst, en eigenlijk de hele luchtmacht, zit erg verlegen om onderdelen en nieuwe vliegtuigen. Deze krijgen ze slechts op aandringen bij de Fransen. Nélis besluit om enkele eigen vliegtuigen te bouwen, gebaseerd op de Farman's. Samen met Lt. Mathieu Demonty en Bollekens bouwt hij zes vliegtuigen, GN1 tot 6. Geen bijzonder vernieuwend ontwerp overigens. In 1916 besluit hij plotseling tot het stoppen met de samenwerking met Bollekens. Een enorme klap voor dit bedrijf dat alleen nog bestaansrecht had vanwege de samenwerking met Nélis. Volgens Nélis kon Bollekens niet meekomen met de ontwikkelingen, en wilde de Technische dienst niet langer samenwerken met burgers. Critici, waaronder Willy Coppens, verweten Nélis dat hiermee alle kennis omtrent vliegtuigbouw uit België verdween, en dat Nélis op deze manier enkel een concurrent uit de weg wilde hebben voor als de oorlog voorbij is. Nélis had inderdaad grootse plannen voor wat betreft de naoorlogse luchtvaart in België.

## Na de Eerste Wereldoorlog
Na de oorlog installeert Nélis en de Technische Dienst zich op het verlate vliegveld te Evere. Op 15 januari 1919 publiceert hij zijn visie op de toekomst van de Belgische luchtvaart getiteld "L'expansion Belge par l'aviation" (de expansie van België door de lucht). Nélis voorziet een grote rol voor de burgerluchtvaart, een vooruitstrevende gedachte in die tijd. Daarnaast was hij ook ervan overtuigd dat de luchtmacht onafhankelijk moest zijn van buitenlandse leveringen.

### Sabena
Met de steun van Koning Albert en medewerking van verschillende banken wordt op 11 november 1919 het SNETA - Syndicat National pour l'Étude des Transports Aériens - opgericht om de mogelijkheden van burgerluchtvaart te onderzoeken. Nélis krijgt ontslag bij het leger en wordt directeur van het SNETA. Ook in Belgisch-Kongo is het SNETA actief en wordt in 1921 de luchtlijn tussen Matadi, Leopoldville en Stanleyville in gebruik genomen. De lijn wordt LARA - Ligne Aérienne Roi Albert - gedoopt. De resultaten van het SNETA in België zijn een succes en op 23 mei 1923 wordt het SNETA opgedoekt om plaats te maken voor de nationale luchtvaartmaatschappij Sabena. Waar Nélis automatisch directeur van wordt. Nélis concentreert zich dan vooral op de lijnen Londen - Keulen, Amsterdam - Zwitserland en Parijs - Scandinavië. Als vliegtuig kiest hij de Handley-Page W8e. Deze had drie motoren, voor als er een uit viel.

### SABCA
De overtuiging van Nélis voor het vestigen van een onafhankelijke luchtvaart industrie leidt in 1921 tot de oprichting van SABCA. De totstandkoming gaat voortvarend en oogst veel bewondering vanuit het buitenland. Bij de oprichting is afgesproken dat elke vliegtuig order van de luchtmacht alsmede die van SABENA bij SABCA geproduceerd moet worden. Deze afspraak en de voorgeschiedenis van Nélis en Bollekens leiden tot de volgende kritiek. Met het afbreken van het contract met Bollekens zou veel gekwalificeerd personeel gedwongen zijn om hun kwaliteiten in het buitenland voort te zetten. SABCA was dan ook niet in staat om eigen ontwerpen te produceren die de concurrentie konden weerstaan. Het leger en SABENA moesten dus hun heil zoeken bij buitenlandse vliegtuigen. Ze waren echter weer wel verplicht om hun materieel af te nemen bij SABCA. Deze moest dus noodgedwongen licenties afkopen voor de buitenlandse vliegtuigen, die hierdoor veel duurder werden dan als men ze direct zou kopen bij de producent.
In 1924 wordt Nélis nog directeur van SOCTA en CAB, de eerste in een vliegmaatschappij speciaal voor het vervoer van duiven, de tweede is speciaal voor de luchtfotografie.
In de herfst van 1928 wordt hij zwaar ziek, hij is dan nog maar 42. Kolonel Jules Smeyers neemt zijn plaats in bij SABCA, SABENA en SNETA. In maart 1929 overlijdt hij in Elsene. Een jaar later krijgt hij een praalgraf op de begraafplaats van Evere.

## Vliegtuigtypes
- Farman/Bollekens GN-1 (GN staat voor Georges Nélis)
- Farman/Bollekens GN-2
- Farman/Bollekens GN-3
- Farman/Bollekens GN-4
- Farman/Bollekens GN-5
- Farman/Nélis GN-6

## Onderscheidingen
- Ridder in de Orde van Leopold II
- Oorlogskruis (België) 1914-1918 met Palm
- Overwinningsmedaille
- Herinneringsmedaille van de Oorlog 1914-1918